# 粉叶楠
粉叶楠（学名：Phoebe glaucophylla），为樟科楠属下的一个植物种。